# أدريان بودن
أدريان بودن (بالإنجليزية: Adrian Bowden)‏ هو لاعب كرة قدم أسترالية أسترالي، ولد في 12 أكتوبر 1947.

## وصلات خارجية
- أدريان بودن على موقع AustralianFootball.com (الإنجليزية)
- أدريان بودن على موقع AFLtables.com (الإنجليزية)